# 愛德華·霍列特·卡爾
愛德華·霍列特·“泰德”·卡爾（Edward Hallett "Ted" Carr，一般簡稱為 E.H. Carr, 1892年6月28日—1982年11月5日）CBE FBA，為英國歷史學家、外交官、記者和國際關係學者。卡爾為國際關係中的古典現實主義理論的奠基者之一。卡爾以反對史學中的經驗主義，和《蘇維埃史》、《什麼是歷史？》聞名。

## 生平
1892年，卡爾出生於倫敦的一個中產階級家庭，就讀於倫敦诺斯伍德的泰勒学院。1911年，考入劍橋三一學院，並於1916年獲得古典學學位。卡爾的家族起源於英格蘭北部，他的父母最初支持保守黨，後在1903年張伯倫宣布反對自由貿易並宣布支持帝國優惠政策時轉而支持自由黨。
1916年，他畢業後便進入了英國外交部，最初分管對德國的經濟封鎖，後來到北方部處理和俄羅斯相關的事務。外交大臣哈利法克斯勳爵稱讚他“不僅在學識和政治理解上出類拔萃，而且在行政能力上出類拔萃”。1919年，卡爾確信布爾什維克要贏得俄羅斯內戰，同意首相大衛·勞合·喬治以現實政治為由反對戰爭部長溫斯頓·丘吉爾的反布爾什維克思想。同年，卡爾參加巴黎和會，參與了與國際聯盟有關的凡爾賽條約部分的起草工作。他還參與了德國和波蘭之間邊界的製定。最初，卡爾支持波蘭，敦促英國立即承認波蘭獨立，並將德國控制的但澤割讓給波蘭。並反對為波蘭制定少數民族條約的想法，認為不應該讓國際社會介入波蘭內政，可以最好地保障波蘭少數民族和宗教少數群體的權利。但不久卡爾對波蘭的態度完全調轉，傾向於以犧牲波蘭為代價來支持德國。 
和會結束後到1921年，卡爾一直在英國駐巴黎大使館。回國後，卡爾被分配到英國外交部處理國際聯盟的部門，然後被派往英國駐拉脫維亞里加大使館工作。在里加期間，卡爾對俄羅斯文學和文化越來越著迷，他學習俄語，閱讀俄羅斯作家，並寫了一些關於俄國文化的書還有陀思妥耶夫斯基、米哈伊尔·巴枯宁等人的傳記。1927年，卡爾首次去莫斯科。他早期還是持反共的自由派觀點，不過他後來有所轉向，部分接受了馬克思主義。1930年，美國的斯穆特-霍利法案簽署，他認為這導致世界嚴重分裂為相互競爭的貿易集團，也是德國在外交政策中好戰的主要原因。在卡爾看來，如果可以讓德國擁有自己的經濟區來主導東歐可以保證世界和平。對於綏靖政策的支持使他和常任副國務卿羅伯特·范西塔特爵士產生了摩擦，這也導致了他在1936年的離職。
離職後，卡爾成為亞伯大學的伍德羅威爾遜國際政治教授。他在課上對國聯的批評態度導致了戴維斯勳爵關係的惡化。同年，他到皇家國際事務研究所工作，負責過於民族主義的研究。1937年，他第二次到訪蘇聯，此時正值大清洗，他在街上偶然碰到了他的朋友米尔斯基王子，但這次碰面導致了米爾斯基被發配古拉格。他在1939年7月出版的《二十年危機》中為綏靖政策辯護，不過他隨即放棄了這種態度，轉而研究蘇聯歷史。
假戰期間，他回到外交部宣傳部工作。1940年3月，他轉到《泰晤士報》社撰寫社論，1941年任助理編輯，他一直秉持著親蘇態度。1942年，他兼任皇家國際事務研究所英蘇關係研究小組的主席。1943年，他反對波蘭政府因卡廷大屠殺對蘇聯的指責。1944年11月，希臘人民解放軍和英軍在雅典起了衝突，卡爾對解放軍的支持態度導致了丘吉爾在眾議院對他的攻擊。他更主張要英國承認希臘民族解放陣線為希臘的合法政府。同時他反對倫敦的波蘭流亡政府和波蘭家鄉軍，主張承認受蘇聯資助的波兰民族解放委员会。喬治·奧威爾嚴厲的批評卡爾的態度，認為“他的效忠對象從希特勒轉向了斯大林”。
1947年，卡爾辭去亞伯大學的職務。1948年，卡爾譴責馬歇爾計劃。他主張英國最好的做法是在冷戰中尋求中立“不惜一切代價的和平必須是英國政策的基礎”。1951年5月至6月，卡爾在英國廣播電台發表了一系列題為“新社會”的演講，主張致力於大眾民主、平等民主和“公共控制和計劃”經濟。他和艾薩克·多伊徹、A·J·P·泰勒、哈羅德·拉斯基、卡爾·曼海姆交往甚密。
1956年，卡爾沒有評論蘇聯鎮壓匈牙利起義，卻譴責蘇伊士戰爭。1966年，卡爾在一篇文章中寫道，在印度，“自由主義得到承認並在某種程度上得到實踐，如果沒有美國的慈善，數百萬人將死去。在自由主義被拒絕的中國，人們以某種方式得到食物。”羅伯特·康奎斯特評論說，“卡爾似乎並不熟悉中國近代史，因為從這句話來看，卡爾似乎對數以百萬計的中國歷史一無所知。在大躍進期間餓死的中國人。”1960年代後期，卡爾是少數支持新左派學生抗議者的英國教授之一，他希望他們能在英國帶來一場社會主義革命。 
1982年11月3日，卡爾於倫敦去世。

## 著作
- 《两次世界大战之间的国际关系》
- 《What is history？》ISBN 0-333-38956-5

繁體中文譯本：《歷史論集》(王任光譯，臺北：幼獅出版社，1968，1990，ISBN：9575301641)、《何謂歷史？》(江政寬譯，臺北：博雅書屋，2009，ISBN：9789866614224)、《何謂歷史》(江政寬譯，臺北：五南圖書，2013，ISBN：9789571174549)
簡體中文譯本：《歷史是什麼？》(吳柱存譯，北京：商務印書館，1981)、(陳恆譯，北京：商務印書館，2007)

## 選集
- Dostoevsky (1821–1881): A New Biography, New York: Houghton Mifflin, 1931.
- The Romantic Exiles: A Nineteenth Century Portrait Gallery, London: Victor Gollancz, 1933.
- Karl Marx: A Study in Fanaticism, London: Dent, 1934.
- Michael Bakunin, London: Macmillan, 1937.
- International Relations Since the Peace Treaties, London: Macmillan, 1937.
- The Twenty Years' Crisis, 1919–1939: an Introduction to the Study of International Relations, London: Macmillan, 1939, revised edition, 1946.
- Britain: A Study of Foreign Policy from the Versailles Treaty to the Outbreak of War, London; New York: Longmans, Green & Co., 1939.
- Conditions of Peace, London: Macmillan, 1942.
- Nationalism and After, London: Macmillan, 1945.
- The Soviet Impact on the Western World, 1946.
- A History of Soviet Russia, London: Macmillan, 1950–1978. Collection of 14 volumes: The Bolshevik Revolution (3 volumes), The Interregnum (1 volume), Socialism in One Country (5 volumes), and The Foundations of a Planned Economy (5 volumes).
- The New Society, London: Macmillan, 1951.
- German-Soviet Relations Between the Two World Wars, 1919–1939, London: Geoffrey Cumberlege, 1952.
- What Is History?, 1961, revised edition ed. R.W. Davies, Harmondsworth: Penguin, 1986.
- 1917 Before and After, London: Macmillan, 1969; American edition: The October Revolution Before and After, New York: Knopf, 1969.
- The Russian Revolution: From Lenin to Stalin (1917–1929), London: Macmillan, 1979.
- From Napoleon to Stalin and Other Essays, New York: St. Martin's Press, 1980.
- The Twilight of the Comintern, 1930–1935, London: Macmillan, 1982.
- The Comintern and the Spanish Civil War, 1984.

## 外部連接
- The Vices of Integrity: E H Carr
- E. H. Carr: historian of the future （页面存档备份，存于）
- Review of What Is History? （页面存档备份，存于）
- The Two Faces of E.H. Carr（页面存档备份，存于） by Richard J. Evans
- E.H. Carr Studies in Revolutions （页面存档备份，存于）
- E. H. Carr and Isaac Deutscher: A Very Special Relationship
- E.H. Carr The Historian As A Marxist Partisan
- Review of The Vices of Integrity （页面存档备份，存于）
- Review of E.H. Carr: A Critical Appraisal （页面存档备份，存于） by Alun Munslow
- E.H. Carr vs. Idealism: The Battle Rages On （页面存档备份，存于） by John Mearsheimer